# Dévanos
Dévanos är en kommun i Spanien.   Den ligger i provinsen Provincia de Soria och regionen Kastilien och Leon, i den nordöstra delen av landet, 220 km nordost om huvudstaden Madrid. Antalet invånare är 115. Arean är 16,0 kvadratkilometer. Dévanos gränsar till Aguilar del Río Alhama.
Terrängen i Dévanos är platt åt sydost, men åt nordväst är den kuperad.